# 戶田氏鐵
戶田氏鐵（日语：／ Toda Ujikane，1576年—1655年3月21日）是日本安土桃山时代至江戶時代前期武將、大名。德川氏家臣。近江膳所藩第2代藩主、攝津尼崎藩藩主、美濃大垣藩初代藩主。大垣藩戶田家第2代。父親是戶田一西。

## 生平
在天正4年（1576年）3月於三河國二連木（現今愛知縣豐橋市仁連木町）出生，家中長男。最初是德川家康的近習，在文祿4年（1595年）10月21日成為從五位下采女正（後來是從四位下）。慶長5年（1600年），在關原之戰中從軍。慶長8年（1603年），因為父親一西死去而繼承家督，並成為近江膳所藩藩主。在大坂之陣中守備居城膳所城，在戰後後的元和2年（1616年），移封至攝津尼崎5萬石。寬永12年（1635年）7月28日，移封至美濃大垣10萬石。
對江戶幕府的功績有在寬永10年（1624年）修築大阪城、在島原之亂的戰功、在第4代將軍德川家綱出生之際擔任切斷臍帶的箆刀役等。在藩政方面，在開發新田和水利工程等工事中獲得成功，令大垣藩的藩政安定。而且亦著力於教育，有關於修養的『八道集』等著作，另外亦有記載丰臣秀吉的埋葬狀況等事的『戶田左門覺書』。
在慶安4年（1651年）11月28日隱居後，入道並號常閑。在明曆元年（1655年）於大垣死去。享年80歲。家督由長男氏信繼承。
為了表現藩政的成功，現在岐阜縣大垣市大垣公園（大垣城跡）內有氏鐵的銅像。從父親一西以後的代代子孫都作為大垣的常葉神社祭神並被祭祀。而且以尼崎藩主身份建築尼崎城時，因為治水事業的功績，在兵庫縣尼崎市和大阪市西淀川區佃的府縣境的「左門殿川」和「左門橋」就是以氏鐵為名。
明治42年（1909年）9月11日，追贈從三位。